# 菩提僊那
菩提僊那（ぼだいせんな、704年 - 天平宝字4年2月25日〈760年3月16日〉）は、奈良時代の渡来僧。現在の南インド出身。ボーディセーナ（サンスクリット語: बोधिसेन', Bodhisena）、菩提僧正、菩提仙那とも称される。
唐に滞在中に日本僧の招請を受けて開元24年 / 天平8年（736年）に訪日。天平勝宝4年（752年）に東大寺大仏殿の開眼供養法会で婆羅門僧正として導師を務めた。弟子の修栄が撰した『南天竺婆羅門僧正碑』・『東大寺要録』中の「大安寺菩提伝来記」に伝記が残されている。

## 生涯
南インドのタミル語のパルパナール氏族階級に生まれた。姓はパラタヴァラジャン（婆羅門遅）と伝わっている。青年期にローカタクシャや安世高の偉業を追って、ヒマラヤを越えて入唐し、五台山にも滞在した（五台山の文殊菩薩からの霊験を受けて赴いたという説もある）。
唐では長安の崇福寺を拠点に活動していたようで、唐滞在中に日本からの入唐僧理鏡や第十次遣唐副使中臣名代らの要請により、ペルシア人の李密翳や、唐人で唐楽演奏家の皇甫東朝、林邑楽を伝えた林邑僧仏哲、日本から伝戒師を委嘱された唐僧道璿、後に音博士となる唐出身の袁晋卿らと共に開元24年 / 天平8年（736年）に訪日した。菩提僊那ら3人の僧は5月に大宰府に赴き、8月に難波津を経て、行基に迎えられて12月13日（737年1月18日）平城京に入り、左京の大安寺に住し、時服を与えられた。
菩提僊那は華厳経の諷誦に優れ、密呪にも通じていた。その密呪は、菩提僊那から日本僧の弟子へ伝授された。
天平勝宝3年（751年）に僧正に任じられ、翌天平勝宝4年4月9日（752年5月26日）には東大寺盧舎那仏像の開眼供養の導師を務めている。こうした功績から菩提僊那は、聖武天皇、行基、良弁と共に東大寺の「四聖」としてその功を称えられている。
天平宝字4年2月25日（760年3月16日）、大安寺において西方を向いて合掌したまま死去した。翌3月2日（3月23日）、登美山右僕射林に葬られた。
2002年（平成14年）、大仏開眼1250年法要を機に、残された僅かな図画を基に三輪途道らにより菩提僊那像が製作され、現在、本堂に安置されている。運慶の無著像、世親像（興福寺蔵）に倣って日本人風の顔立ちであるが、眼は緑色に彩色されている。

## 演じた人物
TVドラマ
- 『大仏開眼 (テレビドラマ)』（2010年、NHK） － サマン・ペレラ